# Гія Канчелі
Гія Олександрович Канче́лі (груз. გია ყანჩელი; 10 серпня 1935, Тбілісі — 2 жовтня 2019, Тбілісі) — видатний радянський і грузинський композитор, автор симфонічної музики, музики для театру й кіно (зокрема українського).

## Біографія
Закінчив Тбіліську консерваторію у 1963 році, але перед тим встиг закінчити в 1959 році геологічний факультет Тбіліського університету. З 1970 року викладав у Тбіліській консерваторії (клас інструментування). З 1971 — завідувач музичної частини Тбіліського театру ім. Ш. Руставелі.
Композитор за його четверту симфонію «Пам'яті Мікеланджело» був відзначений Державною премією СРСР у 1976 році.
З 1979 року — секретар Спілки композиторів Грузинської РСР. Член Спілки кінематографістів Грузинської РСР. Академік Російської академії кінематографічних мистецтв «Ніка». Був одружений, у шлюбі народилося двоє дітей.
З 1991 живе в Західній Європі: спочатку — у Берліні, де одержав стипендію Німецької академії мистецтв, з 1995 — на запрошення Фламандського Королівського симфонічного оркестру — в Антверпені.
Хоча більшості шанувальників Гія Канчелі відомий завдяки музиці в кіно, він також був автором великих творів. Серед них сім симфоній, опера «Музика для живих» і ряд творів для хору.
Канчелі був удостоєний звання Народного артиста СРСР, Державної премії Грузії, ізраїльської премії Вольфа і грузинського Ордена Честі.
Помер 2 жовтня 2019 у Тбілісі від тривалої хвороби у віці 84 років.

## Симфонічна творчість
Композитора  не без причин вважають одним із найвидатніших симфоністів ХХ століття. Перед тим як написати першу симфонію (в 32 річному віці), Канчелі шліфував майстерність письма в інших жанрах. Також він прискіпливо вивчав досягнення симфонічної музики І пол. ХХ ст. Таким чином у своїй творчості він продовжує модерністичні пошуки Стравінського, Бріттена, Лігеті, Вареза, Лютославського, Пендерецького. Проте його музику можна радше визначити як постмодерністичну.
Симфонічні полотна допомагають не тільки виявити зародження постмодернізму в творчості митця, а й виділити індивідуальні особливості. Адже всі партитури належать до різних періодів творчості:
раннього
- Концерт для оркестру (1961 р.)
- Ларґо для струнного оркестру, фортепіано та литавр (1963 р.)
- Перша симфонія (1967 р.)

зрілого
- Друга симфонія (1970 р.)
- Третя симфонія
- Четверта симфонія
- П’ята симфонія (1977 р.)

пізнього
     -    Шоста симфонія
Творчі пошуки постмодерністів лежать не в площині розширення тембрової палітри, пошуку нової музичної мови, переосмислення системи ладо-гармонічної організації, а в напрямку створення принципово нових способів організації музичної форми. Перших п’ять симфоній Г. Канчелі - не просто одночастинні партитури, а такі форми що мають на меті уникнути найменшого натяки на сонатність чи риси сонатно симфонічного циклу (далі - ССЦ) у формі. Жодна з них не є ані програмною, ані камерною за змістом попри відносно коротку тривалість (+- 20 хв).
Особливості симфонічної мови Канчелі:
1. Задля уникнення впізнаваності рис сонатної форми чи ССЦ взагалі, максимально уникає завершеності музичної думки та явного контрасту тематизму/розділів
2. В основі розвитку синтез давніх пластів автентичної грузинської музики та основних прийомів симфонічного письма
3. Не відмежовує себе від надбань симфонізму ХХ століття, але запозичує не музичні ідеї, а концепції
4. Тематизм не сонористичний (і це вирізняє серез низки симфоністів-сучасників), а вокалізований
5. Музична тема чи ідея для композитора - це спосіб втілити матерію. Завдання - показати, що вона є константою (тобто статичною), але в той же час динамічною (т.зв. “артикульований рух” - паралелі з роботою людського організму)
6. Винаходить принципово новий тип драматургії,  в основі якого “нестійка стабільність” -  стремління до єдиної ключової кульмінації, на шляху до якої є низка менших.

#### Симфонія № 5
П’ята симфонія замикає зрілий період творчості. Як і попередні, вона була написана н конкретне замовлення (видавництв Shirmer, Associated music publishers). Партитуру завершено в 1977 році. Вона присвячена світлій пам’яті батьків композитора Агнесси та Александра. Прем’єра - через рік в Тбілісі.
Твір написаний для не типового складу симфонічного оркестру. він почвірний із використанням альтової флейти, басового кларнету, контрафаготу, квартетів валтрон і труб, трьох тромбонів та 1 туби. До складу ударних введено тамбурин, турецький барабан та там-там, дзвони, дзвіночки та клавесин (всього 10 інструментів).
Ця партитура - авангардна. Не є програмною, але розкриває певну філософську/ствітоглядну ідею - невблаганність часу, якому не підвладними є хіба що спогади. Канчелі переосмислює і ССЦ і сонатну форму зокрема.  Основою сонатної форми завжди є конфлікт двох образних сфер. Кожну з них виражає ГП та ПП у вигляді виразних самодостатніх мелодій. Канчелі вдалося стиснути обидві теми до мотивів на зразок теми фуґи. Доречно називати їх як теза (ніби ГП) та антитеза (ніби ПП)
Теза - це мотив у виконанні клавесину. Тема в до мажорі, на основі квінтового стрибка і ходу від 1 до 5 ступеня (аля сарабанда, пасакалія, пасадобль чи басо остінато), з великою кількістю репетицій і дрібних прикрас наче відтворює ідилічну картину радісного теплого дитинства. Але тембр вибивається з загального яскравого звучання ніби чорно-біле фото на фоні реальності.
Її різко обриває тема час-фатуму (антитеза). Звучить в тутті оркестру дуже пронизливо і невблаганно. Це тризвук з неакордовими звуками вниз 128 тривалостями (можна провести паралелі з бароковими риторичними фігурами: це анабасіс - символ смерті занепаду трагедії). В “експозиційному”  розділі теза повторюється декілька разів - адже герой не хоче визнавати втрати і повертається у спогади.
“Розробка” - на фоні ритму військового танцю хорулі звучить тема дитинства у збільшенні (аугментація) в мідних духових. Межі фрагментів розділяють гармонічні педалі низьких струнних. Це один із улюблених прийомів Канчелі (також є в творі на національну тематику “... ніби дудуки”): момент “динамічної статики”. Перед початком другої фази розвитку кілька разів звучить і теза, і  антитеза, яка врешті витісняє тему спогадів. В центрі “розробки”  - грандіозне проведення видозміненої середньовічної секвенції з реквієму “Dies irae” в тромбонів та туби. Це поліфонія пластів (контрапунктуюча група виконує хорулі). Отже - час забрав належне собі.
Наступний розділ починається дивовижним діалогу арфи та віолончелі піцикато. Ритмічно і інтонаційно нагадує частину із православної літургії “Господи помилуй”. А далі маємо алюзії на цитати з реквіємів ХІХ та ХХ ст. Це трепетне адажіо, яке складається із алюзій та ремінісценцій на музику, яку знали та любили батьки Композитора. Як контрапункт звучить початковий момент із розділу - Господи помилуй у виконанні дзвонів на ррр чи піцикато арф.
Заключний розділ (“реприза”) починається із розгорнутого епізоду проведення тези. Тут додано альтову флейту соло із цікавим прийомом: поєднання фрулато і глісандо на морморандо. Отже час-фатум перемагає - спогади наче вицвітають, вивітрюються. Це псевдо реприза, яка  буде перервана вторгненням середньовічної секвенції. Після повторного проведення тези і антитези Канчелі дивує ще одним винаходом - епізодом для тутті почвірного оркестру на ррр і з сурдинами - складається враження ніби звучить не реальний оркестр - а це витвір свідомості. Кода наче б то розвіюється і тільки ритмічні обриси нагадують нам тезу і повторення перших 5 нот з теми спогадів. Отже час-фатум сильний, але і він не здатен витіснити спогадів повною мірою.

###### Висновки
Це симфонія драма, котра дуже глибоко передає світ підсвідомих, але усвідомлених Канчелі переживань втрати близьких у всіх етапах.
Тип сонатної форми нагадує модель симфонічної поеми. Теза  і антитеза проводяться великою мірою як теми рондо. Також композитор використовує принцип колажності, що додає розвитку динаміки і кінематографічності. Умовні ГП і ПП - це теми-персонажі.
В основі гармонічної мови розширена тональність.  Композитор вибудовує драматургію шляхом  зіткнення тиші і шуму. Концепція твору втілює ідею складної простоти.
іПодібними є 5 симфонія та Реквієм для Лариси В. Сильвестрова, твори А. Пярта.

### Громадянська позиція
Гія Канчелі засуджував агресивну політику Росії як проти Грузії, так і проти України. Зокрема на авторському концерті у Києві 14 травня 2015 композитор, дякуючи слухачам за відчуття його музики, додав: 
|  | «я дуже хочу, щоб ми - і українці і грузини - звільнились від опіки старшого братаОригінальний текст (рос.) я очень хочу чтобы мы — и украинцы и грузины — освободились от опеки старшого брата» |

.

Казав, що події, пов'язані з Україною, змусили його переглянути багато переконань, тому довгі роки не відвідував Росію, попри то, що має там багато друзів. 
|  | «Упевнений, з Україною відбудеться те, чого раніше не було - єднання держави і народів, які живуть на вашій землі. І ось коли це трапиться, треба буде подякувати Путіну за те, що він зробив. Своїми діями він викликав явища, які здатні об'єднати Україну.Оригінальний текст (рос.) Уверен, с Украиной произойдет то, чего раньше не было — единение государства и народов, которые живут на вашей земле. И вот когда это случится, надо будет поблагодарить Путина за то, что он сделал. Своими действиями он вызвал явления, которые способны объединить Украину.» |

.

## Список творів
| Для оркестру - Концерт для оркестру (1961) - Largo and Allegro для фортепіано, литавр і струнного оркестру (1963) - Симфонія № 1 (1967) - Симфонія № 2 «Піснеспіви» (1970) - Симфонія № 3 (1973) - Симфонія № 4 «Пам'яті Мікелянджело» (1974) - Симфонія № 5 «Пам'яті моїх батьків» (1977) - Симфонія № 6 (1978—1980, ред. 1981) - Симфонія № 7 «Епілог» (1986, ред. 1991) - Оплаканий вітром (Vom Winde beweint, Mourned by the Wind), Літургія пам'яті Гіві Орджонікідзе для альта (або віолончелі) з великим оркестром (1989) - Abii ne viderem («Я відвернувся, щоб не бачити») для альтової флейти, фортепіано та струнного оркестру (1992—1994) - Another Step… (Noch Einen Schritt…) для альта за сценою, оркестру та фонограми (1992) - Flügellos («Безкрилий») для великого оркестру (1993) - Magnum Ignotum для духових, контрабаса та 3 фонограм (1994) - Trauerfarbenes Land для великого оркестру (1994) - …à la Duduki для брас-квінтету і оркестру (1995) - Simi (Joyless Thoughts) для віолончелі з великим оркестром (1995) - V & V (Violin and Voice) для скрипки, оркестру та фонограми (1995) - Вальс Бостон (Valse Boston) для фортепіано та струнного оркестру (1996) - Childhood Revisited (Besuch In Der Kindheit) для гобоя і малого оркестру (1998) - Sio для фортепіано, ударних і струнного оркестру (1998) - Rokwa для великого оркестру (1999) - …al Niente для великого оркестру (2000) - Маленька Данеліада (Eine Kleine Daneliade, A Little Daneliade) для скрипки, фортепіано, ударних (ad libitum) і струнного оркестру (2000) - Ergo для великого оркестру (2000) - Fingerprints для великого оркестру (2002) - Lonesome — 2 great Slava from 2 GKs для скрипки і великого оркестру (2002) - Warzone для великого оркестру (2002) - Twilight («Присмерки») для двох скрипок і малого оркестру (2004) - Ex Contrario для двох скрипок і малого оркестру (2006) - Kàpote для акордеона і малого оркестру (2006) - Broken Chant для гобоя, скрипки та оркестру (2007) - Silent Prayer («Тиха молитва») для скрипки, віолончелі, малого оркестру і фонограми (2007) - Bridges to Bach для скрипки і малого оркестру (2010) - Ilori для саксофонного квартету та оркестру (2010) - Lingering для великого оркестру (2012) - Nu.Mu.Zu для великого оркестру (2015) | Камерна музика - Квінтет для духових (1961) - Morning Prayers («Ранкові молитви») для камерного оркестру та стрічки (1990; 1-а частина циклу Життя без Різдва) - Midday Prayers («Полуденні молитви») для сопрано, кларнета та камерного оркестру (1990; 2-а частина циклу Життя без Різдва) - Night Prayers («Нічні молитви») для струнного квартету (1992—1995; 4-а частина циклу Життя без Різдва) - Having Wept для віолончелі соло (1994) - Magnum Ignotum для ансамблю духових, контрабаса та 3 фонограм (1994) - Rag-Gidon-Time для скрипки і фортепіано (1995) - Time … and Again для скрипки і фортепіано (1996) - Valse Boston для фортепіано і струнних (1996) - Instead of a Tango («Замість танго») для скрипки, бандонеона, фортепіано та контрабаса (1996) - In L'Istesso Tempo («В тому ж темпі») для фортепіанного квартету (1997) - With a Smile for Slava для віолончелі та фортепіано (1997) - Ninna Nanna для флейти і струнного квартету (2008) - Simple Music for Piano (2009) - Chiaroscuro для струнного квартету (2011) - Квінтет для духових (2013) Вокальна музика - Музика для живих, опера на дві дії (1982—1984, ред. 1999) - Sevda nateli («Світла печаль»), Реквієм до 40-ї річниці Перемоги над фашизмом, для двох дитячих голосів, дитячого хору та великого оркестру (1984) - Evening Prayers («Вечірні молитви», Abendgebete) для 8 альтів і камерного оркестру (1991; 3-я частина циклу Життя без Різдва) - Psalm 23 для сопрано і камерного оркестру (1993) - Exil для сопрано, альтової флейти, струнних і синтезатора (1993–94). - Caris Mere (Після вітру) для сопрано і альта (1994) - Lament, концерт пам'яті Луїджі Ноно, для сопрано, скрипки і великого оркестру (1994) - Diplipito для контратенора, віолончелі і камерного оркестру(1997) - And Farewell Goes Out Sighing… для контратенора, скрипки і великого оркестру (1999) - Styx для змішаного хору, альта і оркестру (1999; ред. 2007) - Do not Grieve («Не журися»), вокально-симфонічна сюїта для баритона і великого оркестру (2001) - Little Imber для чоловічого голосу соло, дитячого та чоловічого хорів ансамблю з флейти, гобоя, гітари, синтезатора, струнних і фонограми (2003) - Amao Omi для змішаного хору і квартету саксофонів (2005) - Helesa (2005) - Lulling the Sun для змішаного хору та ударних (2008) - Dixi для змішаного хору і великого оркестру (2009) - Angels of Sorrow для дитячого хору, скрипки, віолончелі та малого оркестру (2013) - Deda Ena («Рідна мова») для дитячого хору та оркестру (2017) Музика до кінофільмів Автор музики до понад сорока театральних постановок та бл. сорока кінофільмів, зокрема: - «Коли зацвів мигдаль» (1972) - «Білі камені» (1972) - «Міміно» - «Кін-дза-дза!», - «Будемо знайомі», - «Паспорт», - «Витівки Скапена», - «Колообіг», - «Диваки» та ін.). Автор музики до українських фільмів: - «Чекаю і сподіваюсь» (1980, т/ф, 2 с) - «Це було минулого літа» (1988), - «Невстановлена особа» (1990) - «Пустеля» (1991). |

## Нагороди
- Лауреат Державної премії СРСР (1976).
- Лауреат Державної премії Грузинської РСР (1981).
- Лауреат премії «Тріумф» (1999).
- Народний артист Грузинської РСР (1980).
- Народний артист СРСР (1988).
- Орден Честі.
- Почесний громадянин Тбілісі (2007).
- Премія «Ніка» за найкращу музику до фільму «Кін-дза-дза».
- Премія «Чайка».